# Verrucella reticulata
Verrucella reticulata is een zachte koraalsoort uit de familie Ellisellidae. De koraalsoort komt uit het geslacht Verrucella. Verrucella reticulata werd in 1909 voor het eerst wetenschappelijk beschreven door Thomson & Simpson. 